# 弗里蒙特 (內布拉斯加州)
弗里蒙特（英語：Fremont）是美国中西部內布拉斯加州道奇縣的县治，2010年的人口为26,397人。